# عبد الحكيم الحسيني
 عبد الحكيم الحسيني  (مواليد 1955 ) في عامودا، محافظة الحسكة) هو فنان تشكيلي سوري وعميد كلية الفنون الجميلة في جامعة حلب.

## حياته ونشأته
تخرج من كلية الفنون الجميلة بدمشق، حائز على شهادة دكتوراه فلسفة في علوم الفن من مدرسة لينينغراد للرسم ـ روسيا.
مدرس في كلية الهندسة المعمارية بجامعة تشرين ـ اللاذقية.

## أعماله
أعماله مقتناة من قبل وزارة الثقافة السورية / متحف دمشق الوطني / متحف الفن الحديث باللاذقية / وضمن مجموعات خاصة.
يغلب على لوحاته طابع المدرستين الانطباعية والتعبيرية.

### مؤلفاته
- الرسم النظري .
- البوست موديرن في العمارة.
- البطولة في اللوحة الشعبية العربية.
- المعماري النمساوي فريدنسرايش هوندرتفاسر.
- اللوحة الجدارية في العمارة الحديثة.
- ما بعد الحداثة في العمارة الإسلامية.

## وصلات خارجية
- عبد الحكيم الحسيني. موقع جامعة تشرين.| أيقونة بذرة | هذه بذرة مقالة عن فنان تشكيلي بحاجة للتوسيع. فضلًا شارك في تحريرها. |